# Konstantin Podprugin
Konstantin Podprugin ist ein US-amerikanischer Schauspieler.

## Leben
Podprugin tritt seit Mitte der 2010er Jahre als Fernseh- und Filmschauspieler in Erscheinung. Es folgten vor allem Mitwirkungen in verschiedenen Kurzfilmproduktionen. 
2022 wirkte er im Musikvideo zum Lied Jealous der neuseeländischen Sängerin Christabel Williams mit. Im selben Jahr wirkte er in drei Episoden der HBO-Miniserie Der unsichtbare Pilot in einer der Hauptrollen als Gary Betzner mit. Außerdem spielte er in drei Episoden des Netflix-Originals Stranger Things einen Inhaftierten eines russischen Hochsicherheitsgefängnisses. Zusätzlich war er in der größeren Rolle des Henri im Mockbuster Shark Side of the Moon zu sehen. 2023 stellte er die Rolle des Val in insgesamt vier Episoden der letzten Staffel der HBO-Serie Barry mit Bill Hader in der Hauptrolle dar.
Er ist in Los Angeles wohnhaft.

## Filmografie (Auswahl)
- 2014: Justice with Judge Mablean (Fernsehserie, Episode 3x35)
- 2014: My Crazy Ex (Fernsehserie)
- 2015: Never Say Nyet (Fernsehserie, Episode 1x03)
- 2016: Chronologie des Grauens (Murder Book, Fernsehdokuserie, Episode 2x05)
- 2017: Trigger: Longest Uncut Fight Scene (Kurzfilm)
- 2017: Get In: Get Out Parody (Kurzfilm)
- 2017: Deep Undercover (Fernsehdokuserie, Episode 1x48)
- 2017: Chernobyl: Zone of Exclusion (Chernobyl: Zona otchuzhdeniya/Чернобыль: Зона отчуждения, Fernsehserie, Episode 2x03)
- 2017: Test 1067 (Kurzfilm)
- 2017–2019: People Magazine: Investigativ (Fernsehdokuserie, 3 Episoden)
- 2018: The Contestant (Kurzfilm)
- 2018: Diamond Street (Kurzfilm)
- 2018: The Coroner: I Speak for the Dead (Fernsehserie, Episode 3x02)
- 2018: Walter (Kurzfilm)
- 2018: Alpha 7 (Kurzfilm)
- 2018: Recovery
- 2019: Stached (Kurzfilm)
- 2019: Sharpshooter (Kurzfilm)
- 2020: December 21st (Kurzfilm)
- 2021: Help Wanted (Kurzfilm)
- 2022: Der unsichtbare Pilot (The Invisible Pilot, Miniserie, 3 Episoden)
- 2022: Stranger Things (Fernsehserie, 3 Episoden)
- 2022: Shark Side of the Moon
- 2023: 9-1-1 (Fernsehserie, Episode 6x10)
- 2023: Barry (Fernsehserie, 4 Episoden)